# Mieleszyn (gromada w powiecie gnieźnieńskim)
Mieleszyn – dawna gromada, czyli najmniejsza jednostka podziału terytorialnego Polskiej Rzeczypospolitej Ludowej w latach 1954–1972.
Gromady, z gromadzkimi radami narodowymi (GRN) jako organami władzy najniższego stopnia na wsi, funkcjonowały od reformy reorganizującej administrację wiejską przeprowadzonej jesienią 1954 do momentu ich zniesienia z dniem 1 stycznia 1973, tym samym wypierając organizację gminną w latach 1954–1972.
Gromadę Mieleszyn z siedzibą GRN w Mieleszynie utworzono – jako jedną z 8759 gromad na obszarze Polski – w powiecie gnieźnieńskim w woj. poznańskim, na mocy uchwały nr 19/54 WRN w Poznaniu z dnia 5 października 1954. W skład jednostki weszły obszary dotychczasowych gromad Borzątew, Dobiejewo, Karniszewo i Mieleszyn ze zniesionej gminy Mieleszyn w tymże powiecie i województwie, a także niektóre parcele z kart 1 i 2 obrębu Ośno z dotychczasowej gromady Ośno ze zniesionej gminy Janowiec w powiecie żnińskim w woj. bydgoskim. Dla gromady ustalono 12 członków gromadzkiej rady narodowej.
1 stycznia 1960 do gromady Mieleszyn włączono obszary zniesionych gromad Popowo Tomkowe i Świątniki Małe w tymże powiecie.
31 grudnia 1961 do gromady Mieleszyn włączono natomiast miejscowości Julianowo, Łopienno, Łopiennica, Probostwo i Wilanów z gromady Mieścisko w powiecie wągrowieckim w tymże województwie.
1 stycznia 1962 z gromady Mieleszyn wyłączono miejscowość Modliszewko, włączając ją do gromady Skiereszewo w tymże powiecie.
Gromada przetrwała do końca 1972 roku, czyli do kolejnej reformy gminnej.  1 stycznia 1973 w powiecie gnieźnieńskim reaktywowano gminę Mieleszyn.